# Ibicos
Ibicos din Rhegion (în greaca veche: Ἴβυκος) a fost un poet grec care a trăit în secolul al VI-lea î.Hr. în Reggio Calabria.
A fost contemporan cu Anacreon, pe care l-a întâlnit la curtea tiranului Policrate.
A scris poeme eroice corale după modelul lui Stesihoros.
A înnoit oda erotică, transpunând tematica poeziei monodice în cântul coral.